# 朗貝格鎮區 (北達科他州鮑曼縣)
朗貝格鎮區（英語：Langberg Township）是位於美國北達科他州鮑曼縣的一個鎮區。

## 地方資料
朗貝格鎮區的面積為92.98平方千米，當中陸地面積為92.84平方千米，而水域面積為0.14平方千米。根據2010年美國人口普查的數據，當地共有人口16人，而人口密度為每平方千米0.17人。